# Polsgolfanalyse
Polsgolfanalyse (Engels: Pulse Wave Analysis, PWA) is een techniek in de geneeskunde waarbij de vorm van de polsgolf (bloeddrukgolf) wordt beoordeeld. Uit een perifere registratie van de polsgolf (bovenarm, pols of vinger) kan de centrale polsgolf (in de grote lichaamsslagader) herleid worden. Een aantal afgeleide hemodynamische parameters uit de centrale polsgolf zijn in verband gebracht met een verhoogd risico op hart- en vaatziekten.
Daar de techniek van PWA nog niet wijd verspreid is en over de afkapwaarden nog geen consensus bestaat, worden deze parameters in de richtlijnen voor cardiovasculair risicomanagement nog niet als standaardbepaling geadviseerd.

## Geschiedenis

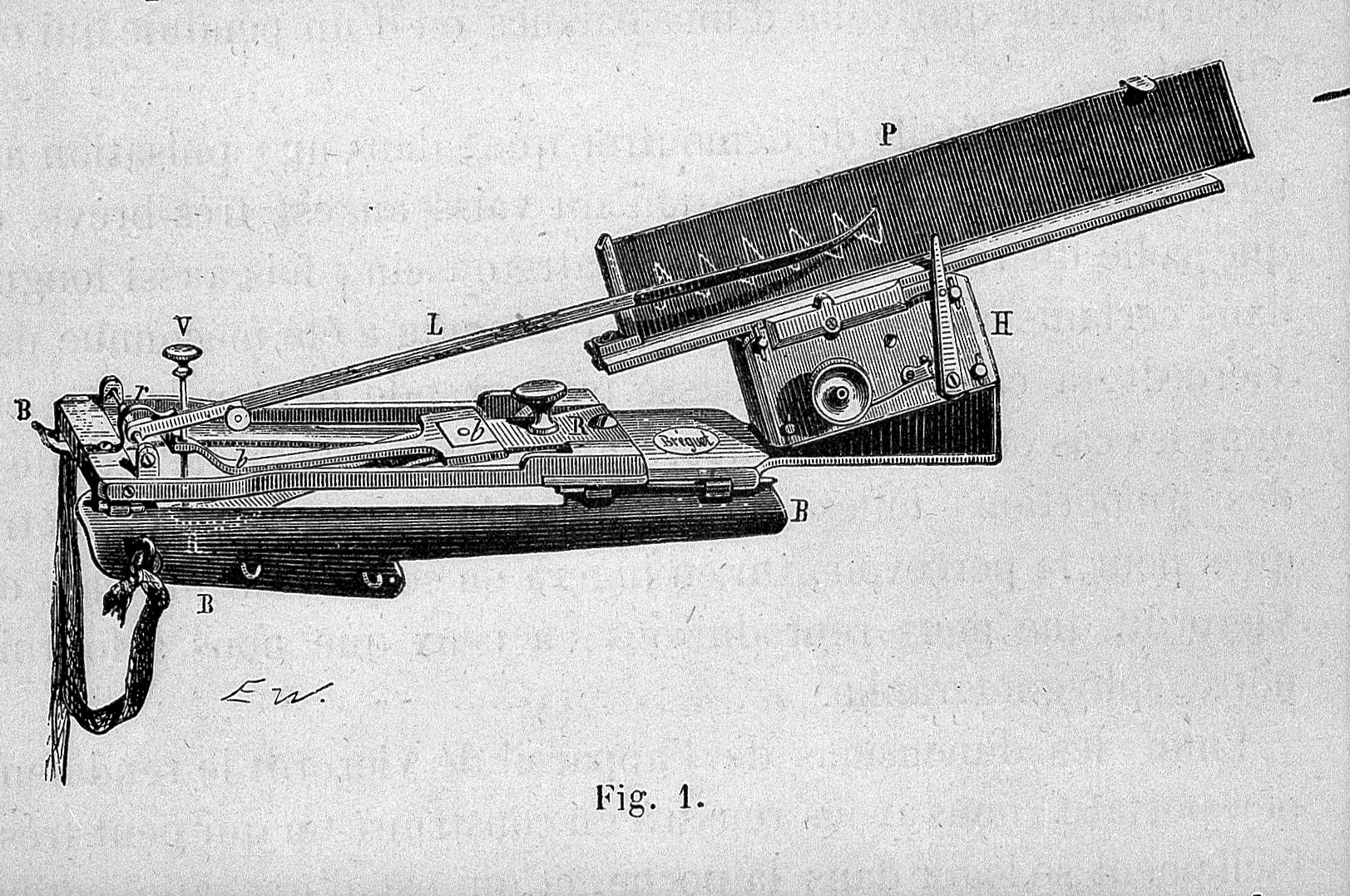
De sfygmograaf van Marey

Het voelen van de pols wordt sinds de oudheid al geïdentificeerd met de arts. In 1827 baseerde Richard Bright de diagnose hypertensie al op de "hardheid" van de pols en de kracht die nodig was om de pols te stoppen. Later werden door Étienne-Jules Marey en Frederick Akbar Mahomed technieken ontwikkeld om de pols grafisch te registreren (sfygmografie). Het gebruik was echter omslachtig en werd vervangen door de sfygmomanometer van Scipione Riva-Rocci en Nikolaj Korotkov. Het bepalen van de bovendruk (systolische bloeddruk) en de onderdruk (diastolische bloeddruk) was gemakkelijker en kon in verband gebracht worden met cardiovasculaire events. Later werd ook de polsdruk herkend als risicofactor. In de 20ste eeuw is er veel discussie geweest over welke van deze drie parameters gebruikt moet worden voor schatting van het risico op hart- en vaatziekten. Anno 2015 geniet de bovendruk de voorkeur. Eind 20ste en begin 21ste eeuw zijn er nieuwe technieken ontwikkeld die een veel nauwkeurigere registratie geven van de polsgolf dan de sfygmograaf van Marey en Mahomed. Het is daarmee mogelijk geworden uit perifere registratie van de polsgolf de centrale polsgolf te reconstrueren. De centrale systolische bloeddruk en de centrale polsdruk bleken beter gecorreleerd met hart- en vaatziekten dan hun perifere variant.

## Fysiologische aspecten van de polsgolf

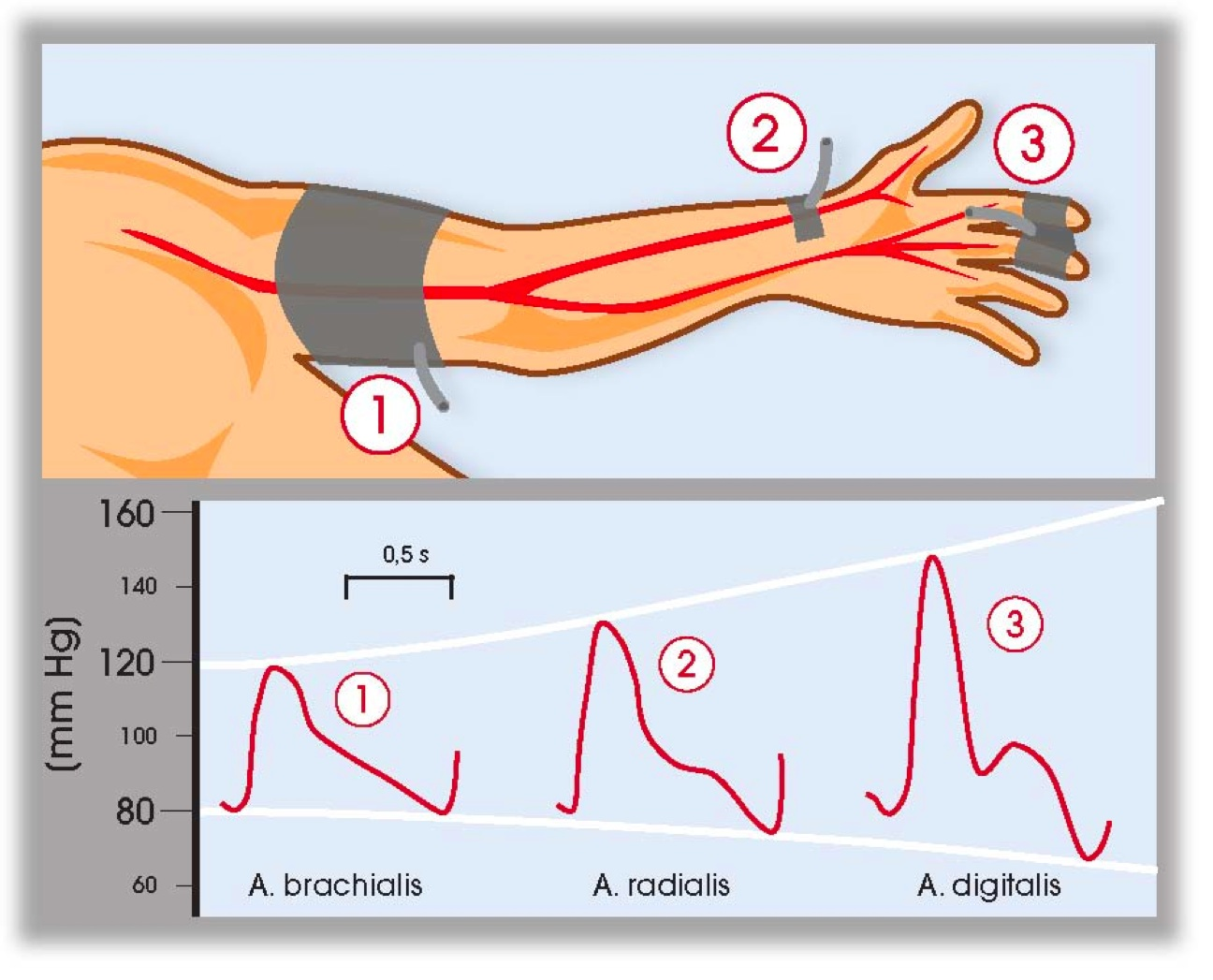
Polsgolfamplificatie

Door samentrekking van het hart wordt naast een hoeveelheid bloed (slagvolume) ook een polsgolf (Pulse Wave) de vaten ingestuurd. Deze polsgolf kan geregistreerd worden als een bloeddrukgolf (Pressure Wave) of een bloedstroomgolf (Flow Wave). In de meeste gevallen wordt voor PWA (alleen) de drukgolf gebruikt. Het is daarom dat de term polsgolf vaak als synoniem wordt gezien van de term bloeddrukgolf. De polsgolf is onderhevig aan terugkaatsingseffecten die de initiële golf constructief of destructief kunnen beïnvloeden. Grote golfreflecties worden voornamelijk gezien bij aftakkingen of vernauwingen van de vaten. Geleidelijke reflectie treedt ook op door de afname van de vaatdiameter (tapering). De initiële golf verplaatst zich in de richting van de periferie (voorwaartse golf, Forward Wave). De gereflecteerde golven gedragen zich als één enkele golf die zich verplaatst in de richting van het hart (achterwaartse golf, Backward Wave). Reflecties van de pressure wave zijn positief, maar reflecties van de flow wave zijn negatief. Dit zorgt ervoor dat de samengestelde golven van pressure en flow van elkaar verschillen. De samengestelde golven kunnen gemeten worden (Measured Wave). Als de pressure wave en flow wave tegelijk worden gemeten, kunnen de voorwaartse en achterwaartse golf van elkaar worden onderscheiden (golfseparatie-analyse, Wave Seperation Analysis, WSA). Omdat meestal alleen de pressure wave wordt gemeten, zijn er methoden ontwikkeld die vanuit de pressure wave ook een schatting maken van de flow wave (Triangulation). Vooralsnog is dit een vrij grove benadering en is voorzichtigheid geboden bij de interpretatie van de resultaten. Met WSA kunnen de terugkeertijd (Return Time, RT) en de reflectiegrootte (Reflection Magnitude, RM) worden bepaald. Deze parameters hebben grote invloed op de golfvorm. Naarmate verder van het hart gemeten wordt neemt de RT af en de RM toe. Dit zorgt ervoor dat de bovendruk, en zodoende ook de polsdruk, naar de periferie toe stijgt. Dit fenomeen wordt polsgolfamplificatie (Pulse Wave Amplification) genoemd. Vooral bij soepele vaten, zoals bij jonge personen, geeft dit een groot verschil tussen de centrale en de perifere systolische bloeddruk (en polsdruk). Bij ouderen, met stijve vaten, is dit effect nog maar klein. De gemiddelde slagaderlijke bloeddruk (Mean Arterial Pressure, MAP) en de onderdruk (diastolische bloeddruk) nemen naar de periferie toe weinig af.

## Methoden
Invasieve bepaling van de polsgolf is de gouden standaard. Druk en flow kunnen daarmee exact geregistreerd worden. Voor de dagelijkse praktijk zijn er non-invasieve methoden ontwikkeld die moeten worden geijkt aan de invasieve methode. Drukmetingen worden gedaan met een bloeddrukmeter. De golfvorm van de pressure wave kan worden bepaald met behulp van occlusieve applanatietonometrie of met een oscillometrische bloeddrukmeter. De golfvorm van de flow wave kan met behulp van echo-doppler worden bepaald, of worden geschat uit de pressure wave. Met behulp van fourieranalyse kan een transferfunctie (Transfer Function, TF) worden verkregen die de perifere golfvorm om kan zetten in de centrale golfvorm. Vergelijking met de invasieve registratie van de centrale golf geeft ruim 90% overeenkomst van het resultaat.

## Afgeleide parameters
De meeste automatische bloeddrukmeters geven tegenwoordig (2015) al enkele hemodynamische parameters van perifere PWA (systolische armbloeddruk, diastolische armbloeddruk, gemiddelde slagaderlijke druk en hartslagfrequentie). Uit de centrale polsgolf zijn meerdere parameters af te leiden die een verband houden met het risico op hart- en vaatziekten of interessant zijn voor fysiologisch onderzoek. Enkele relevante parameters worden hieronder toegelicht.

### Centrale bloeddruk

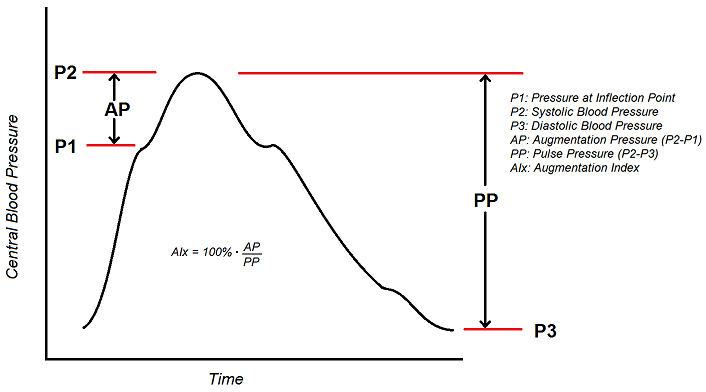
Bepaling van de augmentatie-index uit de centrale polsgolf.

De centrale bloeddruk duidt doorgaans op de bloeddruk in het beginstuk van de aorta. Vooral bij soepele vaten kan deze erg verschillen van de perifere (arm)bloeddruk. Het is de centrale bloeddruk die "gevoeld" wordt door de vitale organen (hart, hersenen, nieren) en de grote vaten. Meerdere studies hebben aangetoond dat de centrale systolische bloeddruk een betere voorspeller is van hart- en vaatziekten dan de systolische armbloeddruk. Het voorspellende voordeel blijkt echter klein en neemt af naarmate de leeftijd van de patiëntengroep hoger wordt. Ook de centrale polsdruk (Pulse Pressure, PP) lijkt een betere voorspeller te zijn dan de perifere polsdruk.

### Augmentatie-index
De augmentatie-index (Augmentation Index, AIx) is een maat voor de versterking van de voorwaartse golf door de achterwaartse golf. De augmentatiedruk is het verschil tussen de hoogte van de tweede piek en de hoogte van de eerste piek in de polsgolf. De AIx is de augmentatiedruk (Augmentation Pressure, AP) gedeeld door de polsdruk (Pulse Pressure, PP) en wordt doorgaans uitgedrukt als percentage.
{\displaystyle \mathrm {AIx} =100\%\cdot {\dfrac {\mathrm {AP} }{\mathrm {PP} }}}
De AIx is een voorspeller van hart- en vaatziekten vanwege het verband met vaatwandstijfheid. Omdat er nog meer variabelen zijn die de AIx beïnvloeden (onder andere lengte, leeftijd, geslacht, hartslagfrequentie, bloeddruk) wordt het als losstaande waarde niet gebruikt binnen het kader van cardiovasculair risicomanagement. Het kan in combinatie met de polsgolfsnelheid van de aorta extra informatie geven over de bijdrage van vaatwandstijfheid aan de terugkaatsingseffecten van de polsgolf.

### Reflectiegrootte
De reflectiegrootte (Reflection Magnitude, RM) is net als de AIx afhankelijk van golfreflectie. De AIx is echter ook afhankelijk van de terugkeertijd (zie verder) en de RM is dat niet. De RM is de amplitude van achterwaartse golf {\displaystyle |P_{\text{max,aw}}|} gedeeld door de amplitude van de voorwaartse golf {\displaystyle |P_{\text{max,vw}}|}.
{\displaystyle \mathrm {RM} ={\dfrac {|P_{\text{max,aw}}|}{|P_{\text{max,vw}}|}}}
De meeste apparaten in omloop maken gebruik van een ruwe schatting van de flow wave. De uitslagen van de RM dienen dan met grote voorzichtigheid te worden geïnterpreteerd. In wetenschappelijk onderzoek wordt vaak wel een directe bepaling van de flow wave gedaan. Met behulp van Fourieranalyse kan dan de RM (zowel in het frequentiedomein als in het tijdsdomein) betrouwbaar worden afgeleid.

### Terugkeertijd
De terugkeertijd (Return Time, RT) van de polsgolf is het tijdsverschil tussen het begin van de voorwaartse golf en het begin van de achterwaartse golf. Zonder directe bepaling van de flow wave is een schatting van de RT zeer lastig te maken. Veelal wordt gebruikgemaakt van het inflectiepunt of het schouderpunt van de drukgolf. Vroeger werden deze punten op het oog geschat. Tegenwoordig worden automatische algoritmes uitgevoerd die gebruikmaken van afgeleiden van de polsgolf. Het inflectiepunt is het punt waar de tweede afgeleide van de polsgolf de nullijn doorkruist. Het schouderpunt is het punt waar de vierde afgeleide van de nullijn doorkruist. Voor bepaling van de RT kunnen deze punten significant verschillen en komen vaak beide niet overeen met de werkelijke RT.

### Polsgolfsnelheid
Voor een schatting van de polsgolfsnelheid (Pulse Wave Velocity, PWV) in de aorta vanuit PWA wordt meestal gebruikgemaakt van het schouderpunt of het inflectiepunt om de RT te bepalen. Er is nog discussie of het überhaupt mogelijk is de PWV uit PWA te halen.

### Totale perifere weerstand
Soms wordt vanuit PWA een schatting gemaakt van de totale perifere weerstand (Total Peripheral Resistance, TPR). Hiervoor wordt meestal gebruikgemaakt van het exponentiële drukverval (de arteriële tijdsconstante, RC-tijd) van het diastolische deel van de polsgolf in de aorta.
{\displaystyle P_{\text{dia}}(t)=P_{\text{es}}e^{-t/RC}}
Daarbij staat Pdia voor de diastolische aortadruk, Pes voor de eindsystolische aortadruk en R voor de TPR. Vooralsnog lijken schattingen van de TPR met behulp van uit de PWA en PWV bepaalde Pdia, Pes en C te ruw voor gebruik binnen het cardiovasculair risicomanagement.

### Hartminuutvolume
Bepaling van het hartminuutvolume (Cardiac Output, CO) volgt uit de bepaling van de TPR en de MAP. Het is net als de TPR een ruwe schatting.
{\displaystyle \mathrm {CO} ={\dfrac {\mathrm {MAP} }{\mathrm {TPR} }}}

### Slagvolume
Het slagvolume (Stroke Volume, SV) kan worden afgeleid uit de CO en de hartslagfrequentie (Heart Rate, HR). Vanwege de grove schatting van de TPR (en zodoende CO) is ook dit vooralsnog een ruwe benadering.
{\displaystyle \mathrm {SV} ={\dfrac {\mathrm {CO} }{\mathrm {HR} }}}

## Toepassing in de kliniek
Anno 2015 hebben vooralsnog alleen de centrale bloeddruk en, in mindere mate, de augmentatie-index toegang gevonden tot de kliniek. De centrale bloeddruk blijkt een betere voorspeller te zijn van hart- en vaatziekten dan de meer gebruikelijke armbloeddruk, maar het voordeel bij de doelgroeppopulatie (50 jaar en ouder) is marginaal. Meting van de centrale bloeddruk middels PWA wordt in de Europese richtlijnen van de European Society of Hypertension (ESH) en de European Society of Cardiology (ESC) alleen aangeraden bij jonge mensen met een verhoogde (systolische) armbloeddruk. Als de centrale bloeddruk niet verhoogd is, is er geen behandelindicatie.